# Жандрей
Жандре́й Шитоли́на Карниэ́л (порт. Jandrei Chitolina Carniel; род. 1 марта 1993, Итаки, Риу-Гранди-ду-Сул) — бразильский футболист, вратарь клуба «Сан-Паулу».

## Биография
Жандрей — воспитанник футбольной академии «Интернасьонала». В 2014 году был привлечён к основному составу «Интера», стал попадать в заявки на матчи Лиги Гаушу, но в основном составе команды, которая в итоге стала чемпионом штата Риу-Гранди-ду-Сул, так и не дебютировал. В 2015 году перешёл в «Нову-Амбургу», где провёл два сезона. В двух розыгрышах чемпионата штата в 10 матчах Жандрей пропустил только четыре мяча. В начале 2017 года перешёл в «Атлетико Тубаран», с которым принял участие в чемпионате штата Санта-Катарина. 3 марта перешёл в «Шапекоэнсе», однако играть за новую команду в чемпионате штата не мог, поскольку уже был заигран за «Атлетико Тубаран».
После открытия нового заявочного окна в начале мая Жандрей довольно быстро стал основным вратарём «Шапе». Он дебютировал 13 мая в гостевом матче бразильской Серии A против «Коринтианса». Игра с одним из главных фаворитов сезона завершилась вничью 1:1, а Жандрей получил положительные отзывы от тренера Вагнера Мансини. 17 мая Жандрей дебютировал на международном уровне, успешно, со спортивной точки зрения, сыграв в матче Кубка Либертадорес против аргентинского «Лануса». Несмотря на игровое преимущество хозяев, бразильская команда сумела одержать гостевую победу со счётом 2:1. Однако вскоре выяснилось, что «Шапе» использовал дисквалифицированного футболиста, и КОНМЕБОЛ присудила «Ланусу» техническую победу 3:0. Этих очков бразильскому клубу не хватило для выхода из группы, но третье место позволило отправиться в розыгрыш Южноамериканского кубка. Во втором раунде турнира «Шапе» обменялся домашними победами с аргентинской «Дефенса и Хустисия», а в серии пенальти Жандрей отбил два удара соперника, и «Шапекоэнсе» выиграл со счётом 4:2.

## Титулы и достижения
- Чемпион штата Санта-Катарина (1): 2017
- Чемпион штата Риу-Гранди-ду-Сул (1): 2014 (не играл)